# Giovanni Rocco
Giovanni Rocco, né le 10 novembre 1906 à Naples, est un pilote automobile italien qui disputa près de 25 Grand Prix pour voiturettes, avant le second conflit mondial.

## Biographie
Sa carrière en course automobile s'étale entre 1934 (Grand Prix de Naples, sur Maserati Tipo 26B) et 1954 (Coupe d'or de Syracuse, sur Maserati A6GCS). Avant guerre, il ne court que sur Maserati, et il sort peu du territoire national (à Tripoli à trois reprises, et à Bremgarten bei Bern une fois en Suisse).

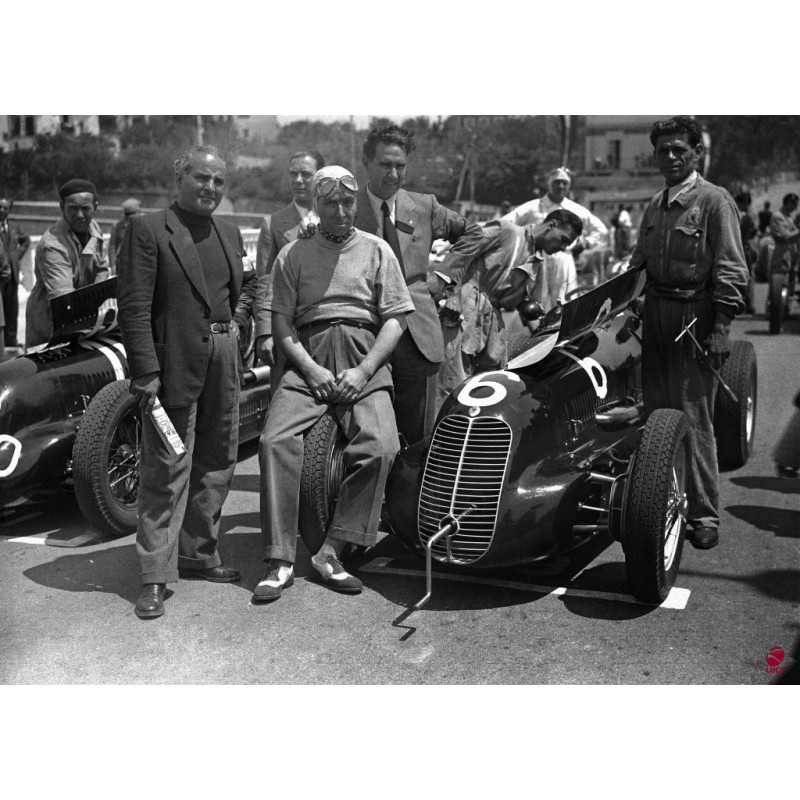
Rocco et sa Maserati 4CL lors de la Coppa Principessa Napoli 1939.

En 1937, il obtient le titre de Champion d'Italie des conducteurs de voiturettes (alors qu'il vient de changer de véhicule) devant Francesco Severi, tous deux pilotant sur Maserati 6CM durant le mois de septembre au Favorita Park de Palerme (avec trois courses donnant accès à une finale). La même année, il s'impose toujours sur voiturette lors de la Coppa Acerbo à Pescara, obtenant aussi trois places de troisième dans cette catégorie, à Florence, San Remo et Lucca. Il devient ainsi pilote d'usine, jusqu'à la guerre.
Rocco remporte la 29e édition de la Targa Florio en 1938, sur Maserati 6CM 1,5 l monoplace. Il est également troisième de l'épreuve en 1940 sur Maserati 4CL 1,5 l et, en 1949 sur A.M.P. (it) 2,5 l spyder avec Placido Prete (à sa première et unique participation dans cette course après la fin des hostilités, à 42 ans), avec le meilleur temps au tour lors de la course de 1937 sur la Maserati 6CM.
Il finit quatrième du Grand Prix de Suisse 1939 sur Maserati 4CL sur le circuit de Bremgarten, après être parti en pole position et, il dispute aussi le Grand Prix de Tripoli à trois reprises, en 1937, 1938 (6e sur Maserati 6CM) et 1939.
Après la guerre, il remporte en 1947 une course de voitures de sport sur le circuit de Bénévent avec une Alfa Romeo 8C 2300 (devant Renato Balestero). En 1952, il dispute trois Grand Prix hors championnat, à Bari, Monza et Naples sur Monaci, un châssis à moteur 2,0 l financé par des commerçants napolitains (dès 1946).